# Casa de Munsö
Casa de Munsö este una dintre casele dinastice suedeze. Membrii timpurii ai acestei case din secolele VIII și IX, sunt legendari sau semi-legendari, în timp ce membrii ulteriori din secolele X și XI sunt istorici.
Casa de Munsö mai este cunoscută sub numele de Casa de Ivar Vidfamne, Casa de Uppsala, sau pur și simplu ca Vechea Dinastie. Munsö este insula unde se crede că acolo se află mormântul lui Björn, un memebru fonador legendar.

## Conducătorii Suediei din Casa de Munsö

### Eric cel Victorios
Teritoriul său original se afla în Uppland și în provinciile vecine. Porecla de cel Victorios provine de la o invazie de succes în sud, în Bătălia de la Fýrisvellir aproape de Uppsala. Mărimea regatului său este necunoscută. Este posibil ca regatul său să se fi prelungit pe coasta Mării Baltice, în sud spre Blekinge. Potrivit lui Adam de Bremen, el a controlat pentru scurt timp Danemarca după ce l-a învins pe Svend I al Danemarcei.
În conformitate cu manuscrisul Flateyjarbok, succesul său s-a datorat faptului că s-a aliat cu fermierii împotriva casei de conți aristocrați. Este posibil ca el să fi fost cel care a introdus celebrul sistem scandinav medieval de serviciu militar obligatoriu, cunoscut sub numele de leidang, în provinciile din jurul regiunii Mälaren.
El a fost fondatorul orașului Sigtuna, care încă există și astăzi și unde au apărut primele monede suedeze ștanțate de fiul și succesorul său, Olof Skötkonung.
Eric apare într-o serie de legende nordice, povestiri istorice care au avut o doză de ficțiune. În diversele povești, el este descris ca fiind fiul lui Björn Eriksson, și că a guvernat împreună cu fratele său Olof. S-a afirmat faptul că a fost căsătorit cu Sigrid a Ungariei, fiica legendarului viking Skagul Toste și că mai târziu a divorțat, acordându-i regiunea Götaland ca feudă. În conformitate cu legenda lui Eymund, el și-a luat o nouă soție, Auð, fiica lui Haakon Sigurdsson, domnitorul Norvegiei.
Înainte ca acest lucru să se întâmple, fratele său Olof a murit, și a fost nevoie să fie numit un alt co-guvernator, însă se spune că suedezii au refuzat să-l accepte pe nepotul său, Styrbjörn cel Puternic. Styrbjörn a primit 60 de nave de la Eric și a plecat departe pentru a trăi ca un viking. El avea să devină conducătorul Jomsborg și aliatul cât și cumnatul regelui danez Harald I al Danemarcei. Styrbjörn s-a întors în Suedia cu o armată, deși se presupune că Harald și trupele daneze s-au întors în țara lor. Eric a câștigat bătălia de la Fýrisvellir după ce l-a sacrificat pe Odin și a promis că dacă iese victorios, el însuși avea să își zică astfel timp de zece ani.

### Olof Skötkonung

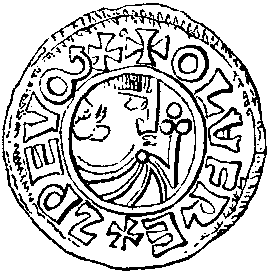

Cunoștințele despre Olof se bazează în mare parte pe scrierile lui Snorri Sturluson și ale lui Adam de Bremen, care au fost subiecții criticilor. Potrivit lui Adam de Bermen, Svend I al Danemarcei a fost nevoit să-și apere împărăția daneză de acțiunile lui Olof de a revendica tronul danez. Conflictul a fost soluționat prin căsătoria lui Svend cu mama lui Olof iar cei doi regi s-au aliat ulterior. 
Când regatul Norvegiei a fost restabilit prin Olof al II-lea al Norvegiei, un nou război a izbucnit între Norvegia și Suedia. Mai mulți oameni din cele două țări au încercat să-i reconcilieze pe regi. În 1018, vărul lui Olof, Contele de Västergötland, Ragnvald Ulfsson și emisarii regelui norvegian, Björn Stallare și Hjalti Skeggiason, au ajuns în Uppsala în încercarea de a-l influența pe regele suedez să accepte pacea și să o căsătorească cu fiica sa, Ingegerd Olofsdotter, cu regele Norvegiei. Regele suedez a fost foarte supărat și a amenințat să-l alunge pe Ragnvald din regatul său, însă Ragnvald a fost susținut de către tatăl său vitreg, Thorgny Lawspeaker.
Thorgny a ținut un discurs puternic în care i-a amintit regelui de marile expediții ale vikingilor din est, unde prodecesorii săi au inteprins, cum ar fi Erik Anundsson și Björn. 

### Anund Iacob al Suediei

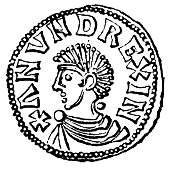

Agenda sa politică a inclus menținerea echilibrului de putere în Scandinavia, acesta fiind motivul pentru care el i-a sprijinit pe împărații norvegieni, Olof al II-lea și Magnus I, împotriva regelui Danemarcei, Knut cel Mare. 
Când Magnus I a devenit rege al Norvegiei și Danemarcei în 1042, Anund l-a sprijinit până la moartea acestuia din 1047. Domnia lui Anund a fost datată de la aproximativ 1022 până în 1050, însă există o incertitudine cu privire la anul decesului său. 

### Edmund cel Bătrân al Suediei
Edmund l-a succedat pe fratele său, Anund, în 1050. Edmund era denumit adesea Slemme, adică ‘’cel Rău’’, pentru că s-a opus în mod activ preoților din Arhiepiscopia din Bremen în favoarea misionarului englez Osmundus. Legile Westrogothic afirmă că Emund a fost un om neplăcut atunci când dorea să își urmărească scopul și că el a fost cel care a marcat granița dintre Suedia și Danemarca.
Edmund a fost ultimul rege al Casei de Munsö. Edmund a fost succedat de cumnatul său, Stenkil al Suediei.